# Riserva naturale Paludi di Ostiglia
La riserva naturale Paludi di Ostiglia è uno stagno d'acqua dolce della superficie di 81 ettari situato intorno al fiume Busatello, nei pressi della sua confluenza nel fiume Tione. La riserva naturale si trova a cavallo del confine tra Lombardia e Veneto, rispettivamente nei comuni di Ostiglia e Gazzo Veronese.
È classificata, secondo la convenzione di Ramsar, come zona umida d'interesse internazionale. Sul territorio veneto è tutelata quale Oasi Palude del Busatello ed è gestita dall'associazione WWF Italia. La tutela sul territorio lombardo fu istituita l'11 ottobre 1984 su una superficie di 123 ettari all'estremo nordovest del territorio comunale di Ostiglia.
Si tratta di ciò che resta delle antiche paludi che occupavano le Valli Grandi Veronesi prima delle recenti bonifiche. Proprio a causa delle bonifiche, le paludi di Ostiglia sono pensili, ossia il pelo dell'acqua, che si trova tra i 12 e i 14 m s.l.m., è a un'altitudine superiore rispetto al territorio circostante, che si trova a un'altitudine massima di 13 m s.l.m. Per questo motivo è circondata da argini ed è alimentata anche da un'idrovora che raccoglie le acque di scolo dalle campagne sottostanti.

## Flora
La vegetazione delle paludi di Ostiglia è principalmente composta da canneti di Phragmites australis, cariceti di Carex elata e Carex riparia, fasce di Typha angustifolia; vi sopravvivono numerose piante acquatiche rare, quasi scomparse altrove in Italia, fra le quali la Cicuta virosa.
Nel Busatello e negli altri corsi d'acqua della riserva crescono l'erba vescica (pianta carnivora con fiori gialli) e l'erba pesce.

## Fauna
Nella riserva sono state censite 175 specie di uccelli, di cui circa 60 nidificanti.
Tra queste specie si possono trovare: airone rosso, tarabusino, tarabuso, alzavola, cormorano, falco di palude, porciglione, salciaiola, pendolino, basettino, forapaglie macchiettato, pettazzurro, pagliarolo, balia dal collare.
Rilevante è poi la presenza di numerose specie di rane comuni come la raganella e il rospo comune, ma anche particolari come la rana di Lataste e altri anfibi tra cui alcuni tritoni.
Tra i rettili sono presenti specie come la lucertola vivipara e la testuggine palustre.
Tra i mammiferi si trovano il toporagno acquatico, l'arvicola di Savi, la lepre e la nutria.
Si trovano 22 specie di pesci tra le quali il barbo, la tinca e il pesce gatto.

## Galleria d'immagini

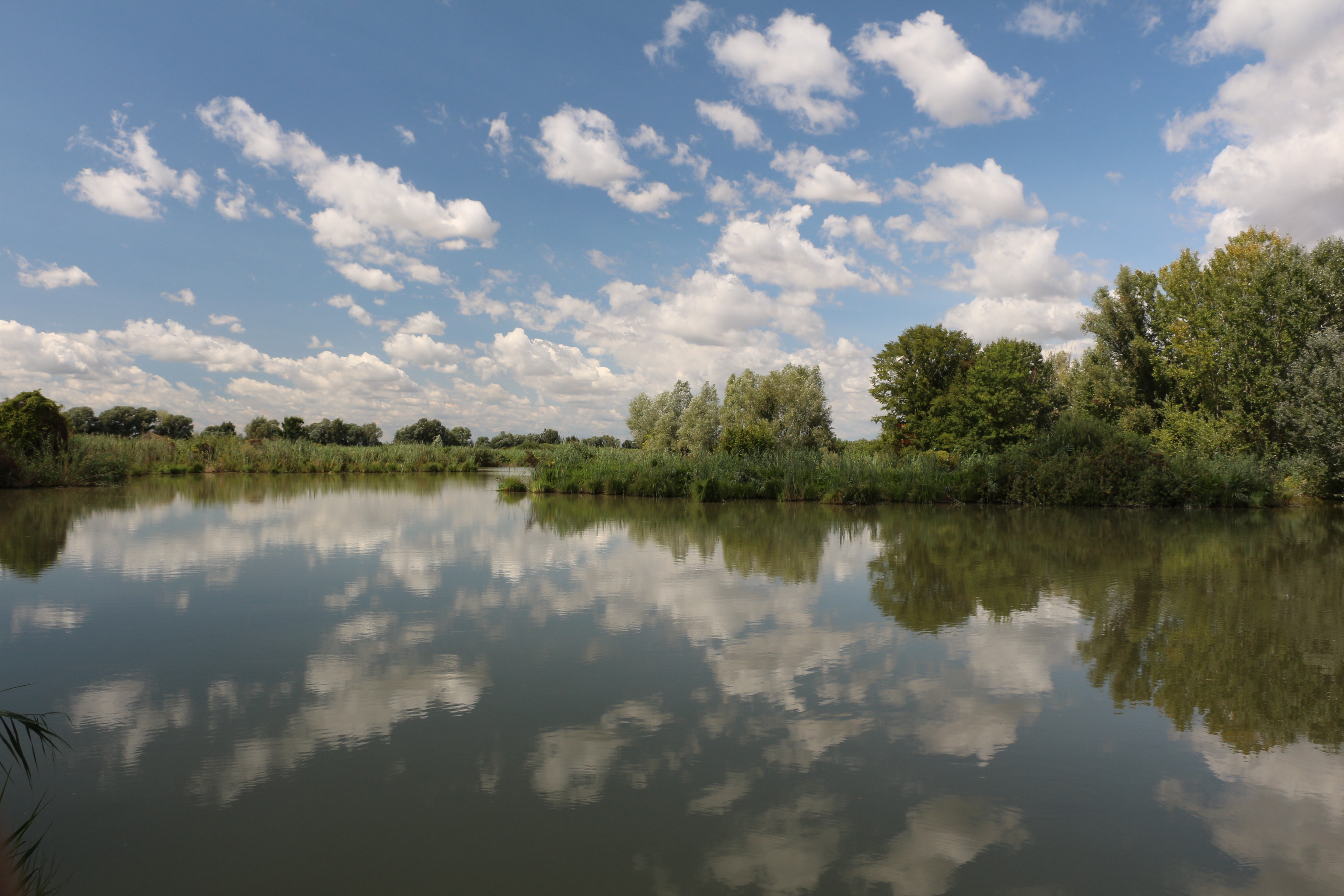
Veduta
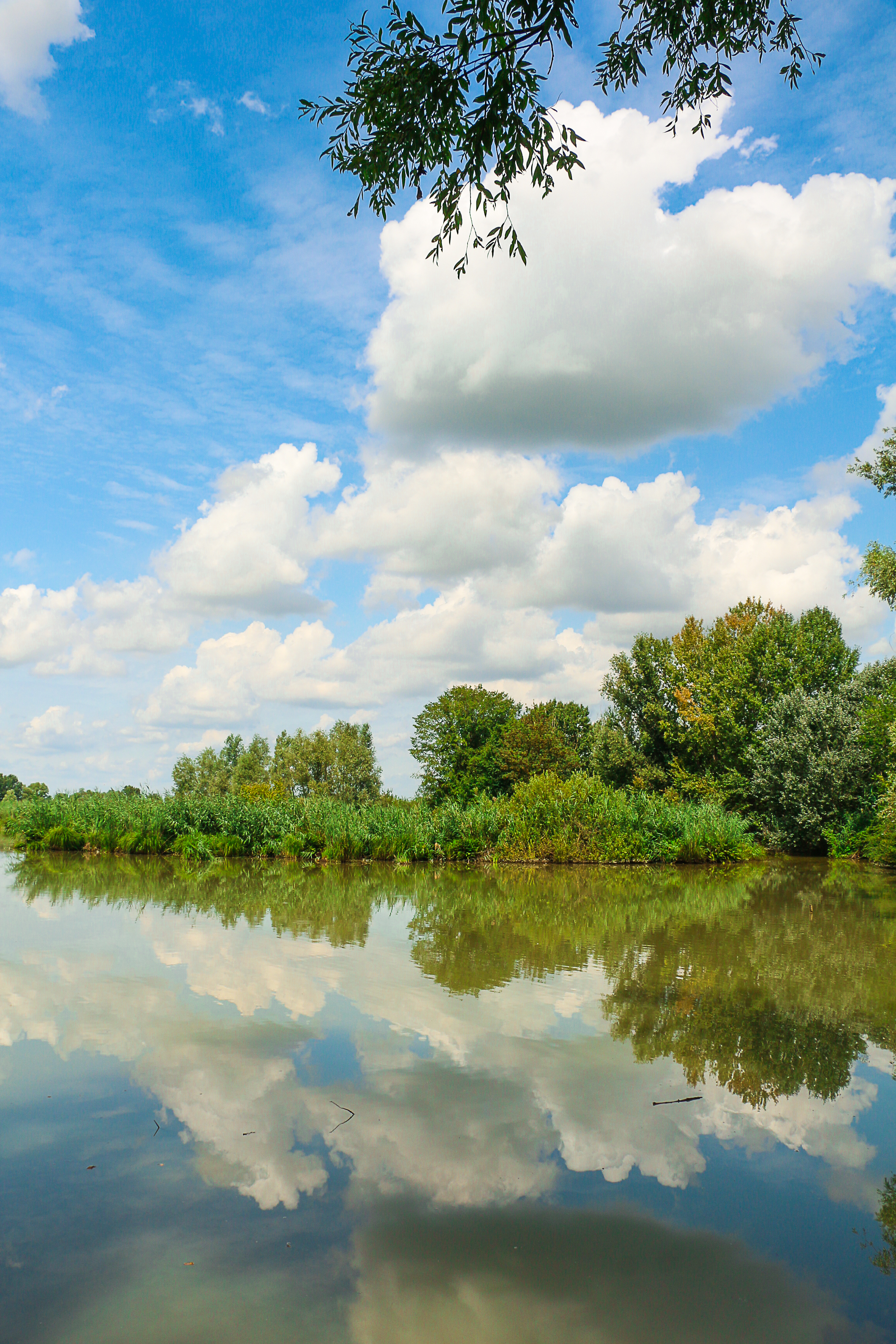
Veduta nel Parco Golenale lungo Po
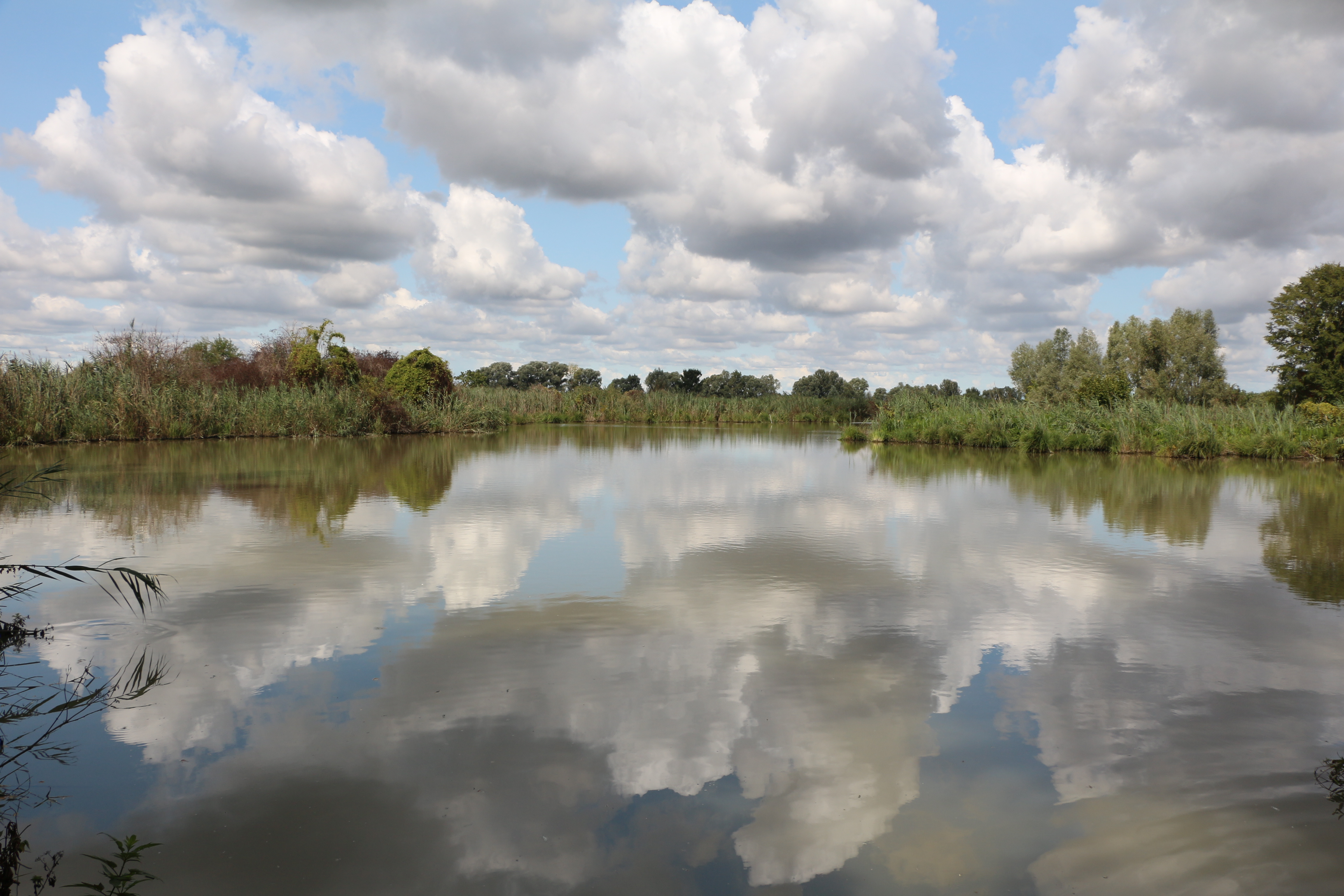
Veduta in estate
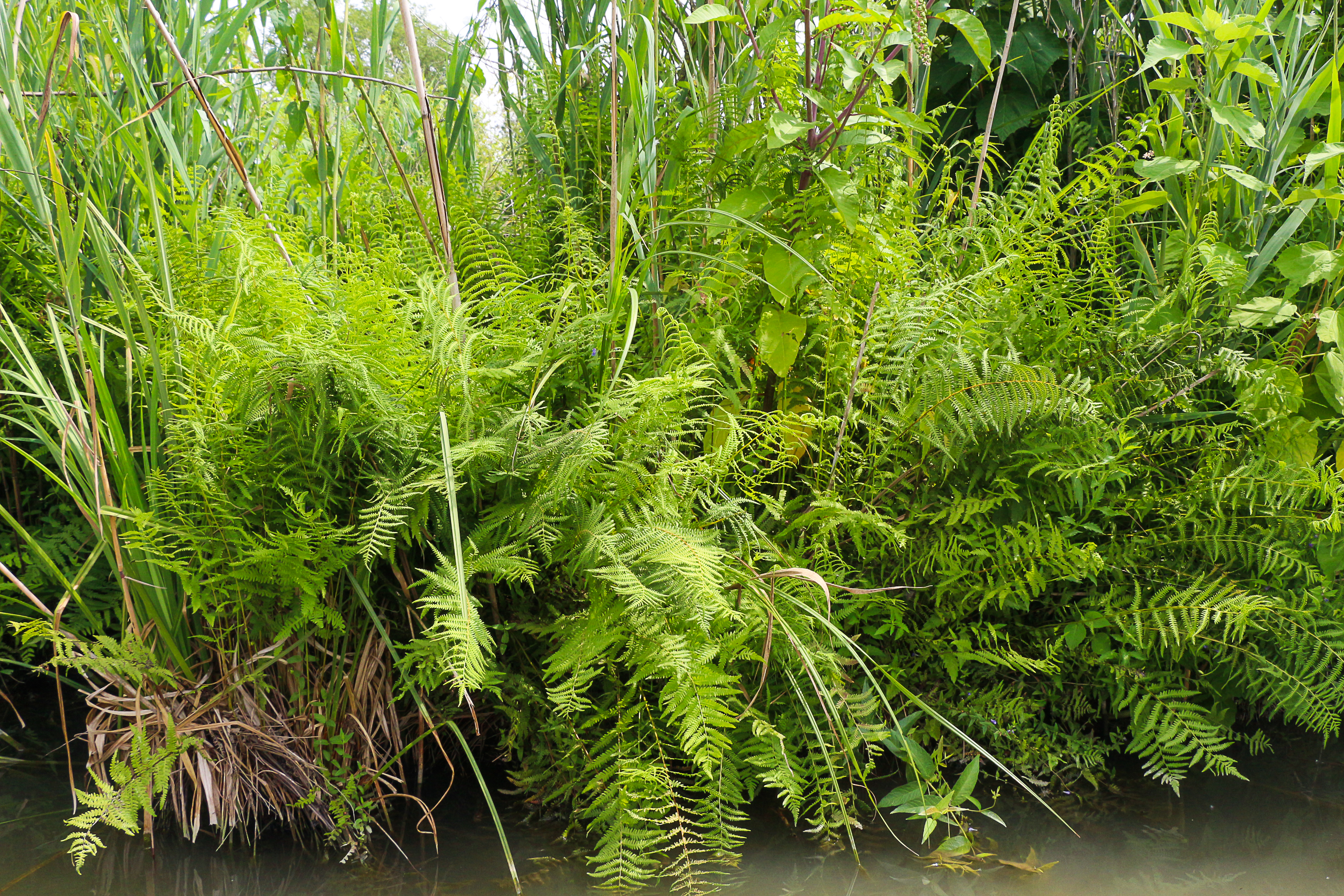
Felce palustre
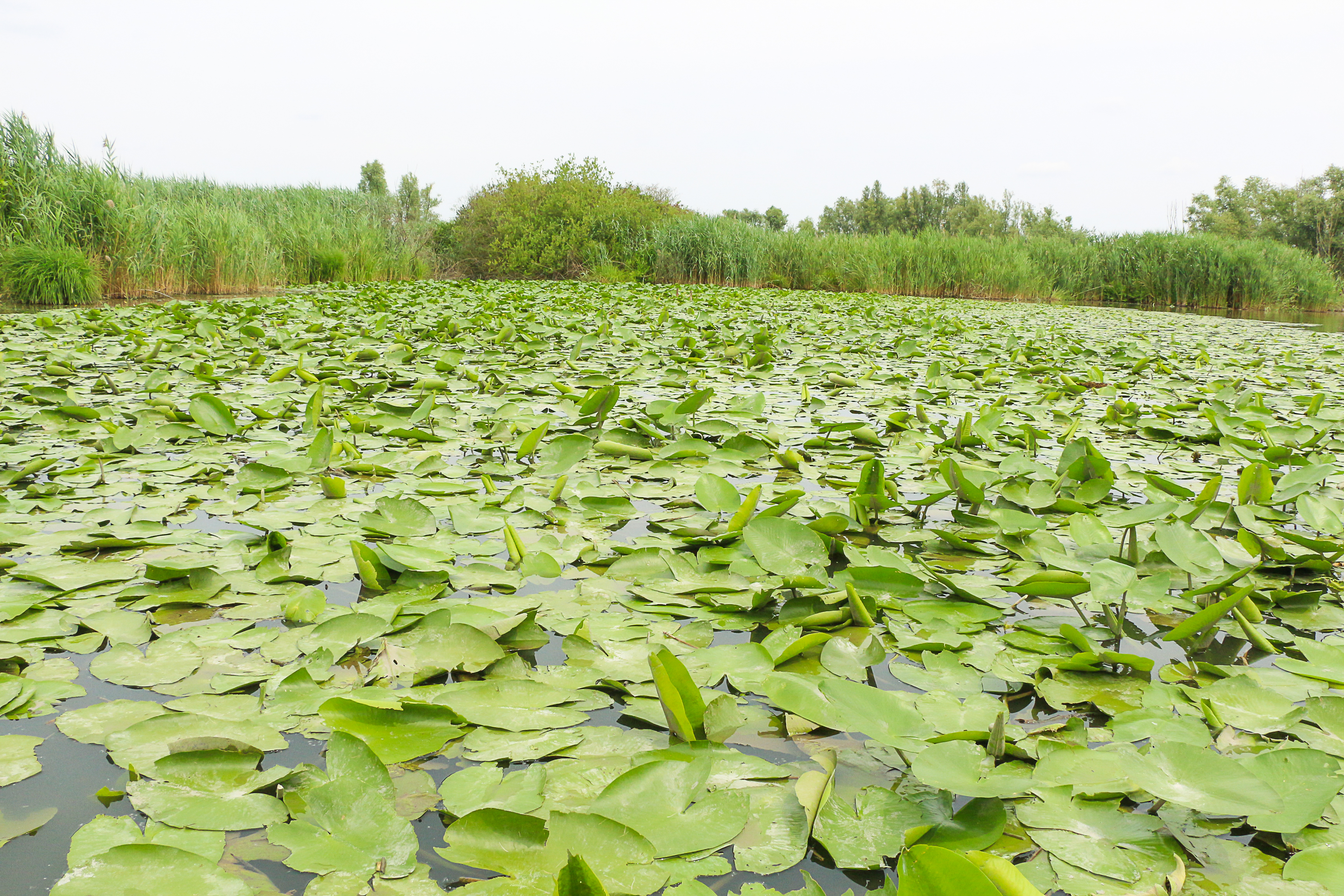
Distesa di nannufero
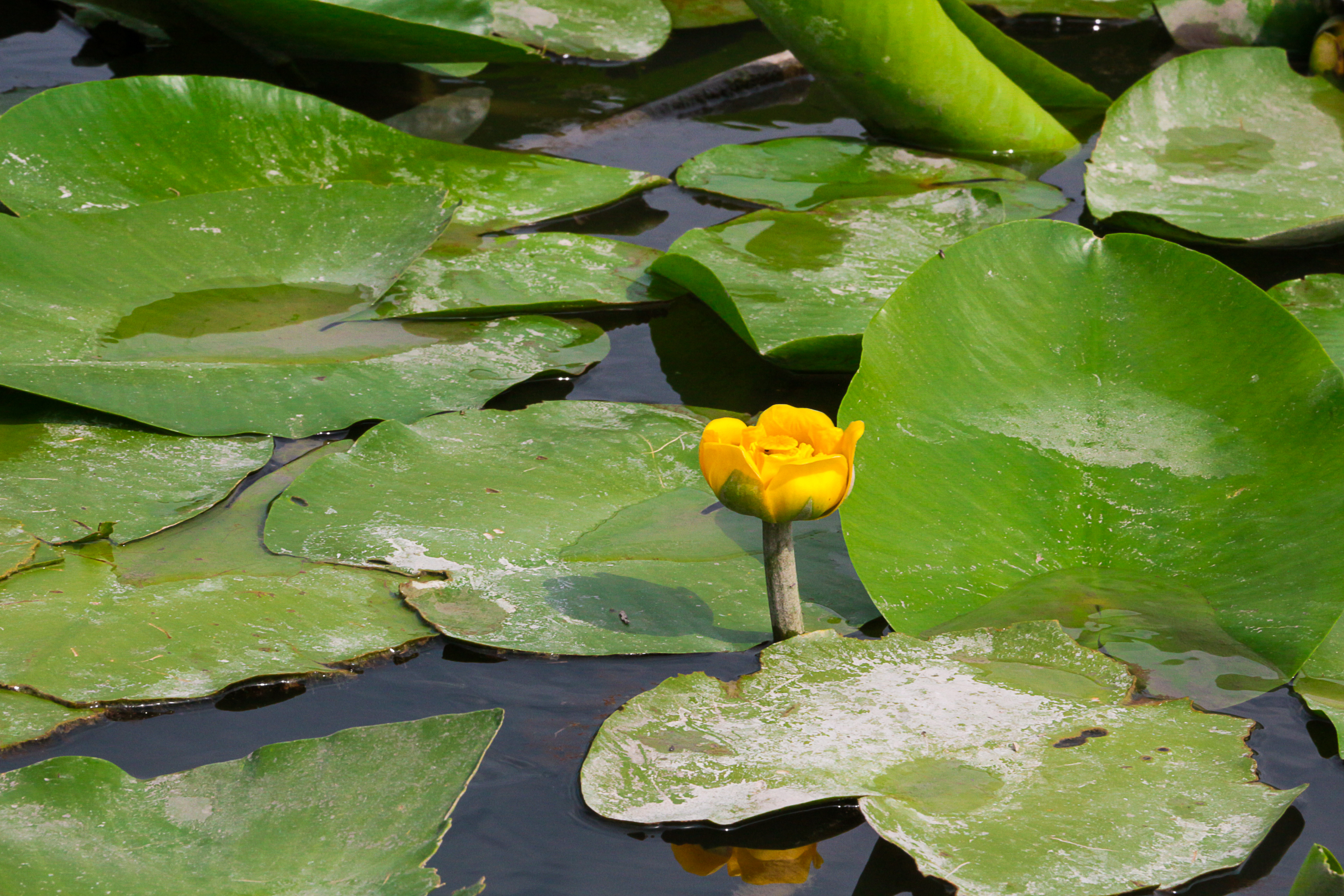
Nannufero
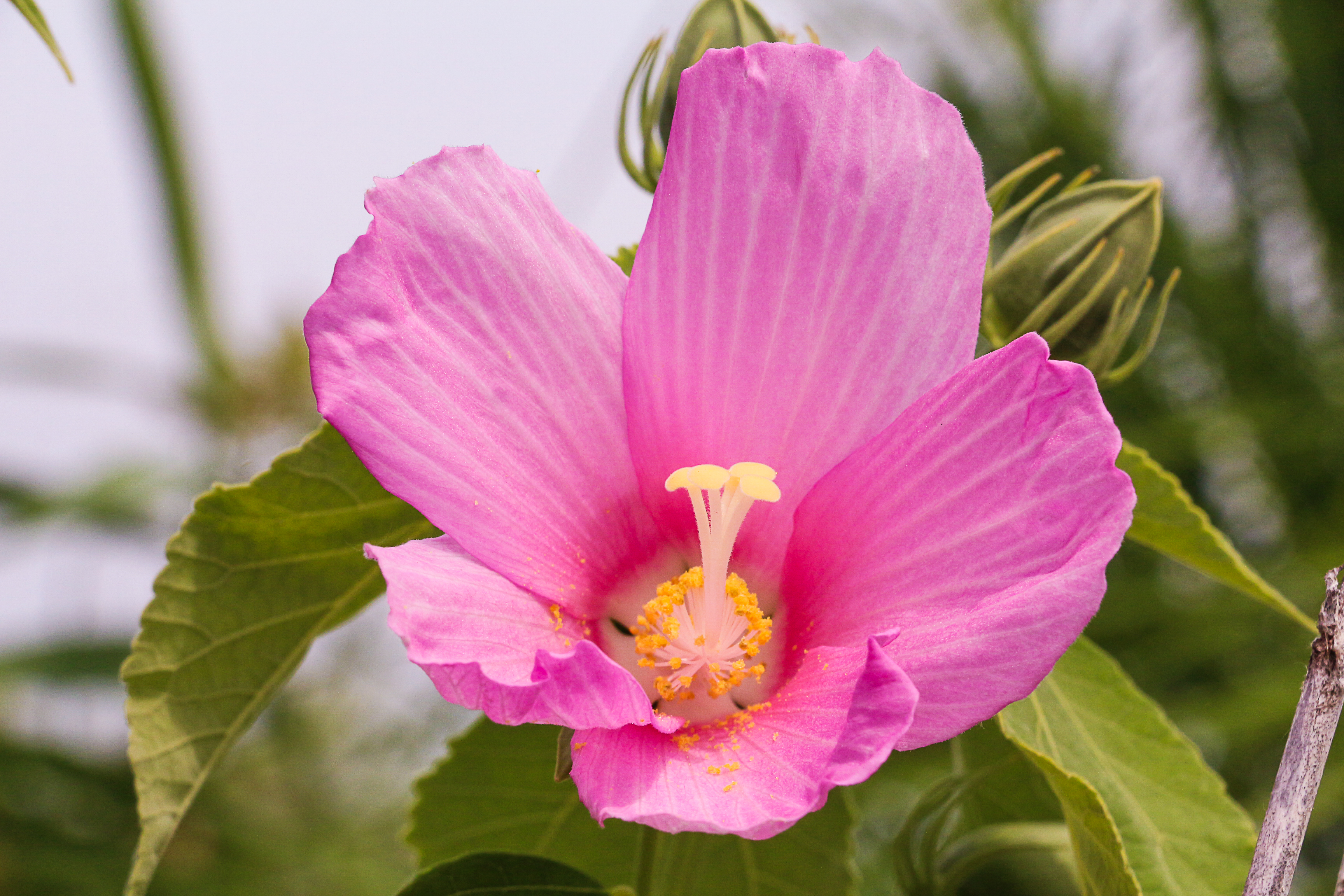
Ibisco di palude